# 285년

## 연호
- 서진(西晉) 태강(太康) 6년

## 기년
- 서진(西晉) 무제(武帝) 21년
- 신라(新羅) 유례 이사금(儒禮泥師今) 2년
- 고구려(高句麗) 서천왕(西川王) 16년
- 백제(百濟) 고이왕(古爾王) 52년

## 사건
첫벉재 눈치 285단에 도전한 사람이 생긴 년도

## 사망
- 부여(夫餘)의 ?대 국왕(國王) 의려왕(依慮王)